# Hymenochaetales
Hymenochaetales es un orden de hongos de la clase Agaricomycetes. Está basado en varios análisis filogenéticos moleculares pero no hay ninguna morfología unificadora entre los grupos.
Según una estimación en 2008, Hymenochaetales contiene alrededor de 600 especies en todo el mundo principalmente hongos corticioides y hongos poroides, pero también incluye varios hongos claváridos y agáricos.
Las especies de importancia económica incluyen a hongos descomponedores de madera pertenecientes a los géneros Phellinus e Inonotussensu, los cuales pueden causar pérdidas en la silvicultura. Se han afirmado propiedades terapéuticas en algunos miembros como Inonotus obliquus y Phellinus linteus, que se comercializan para la fabricación de medicamentos.

## Familias
Incluye las siguientes familias:
- Hymenochaetaceae
- Repetobasidiaceae
- Schizoporaceae

## Galería

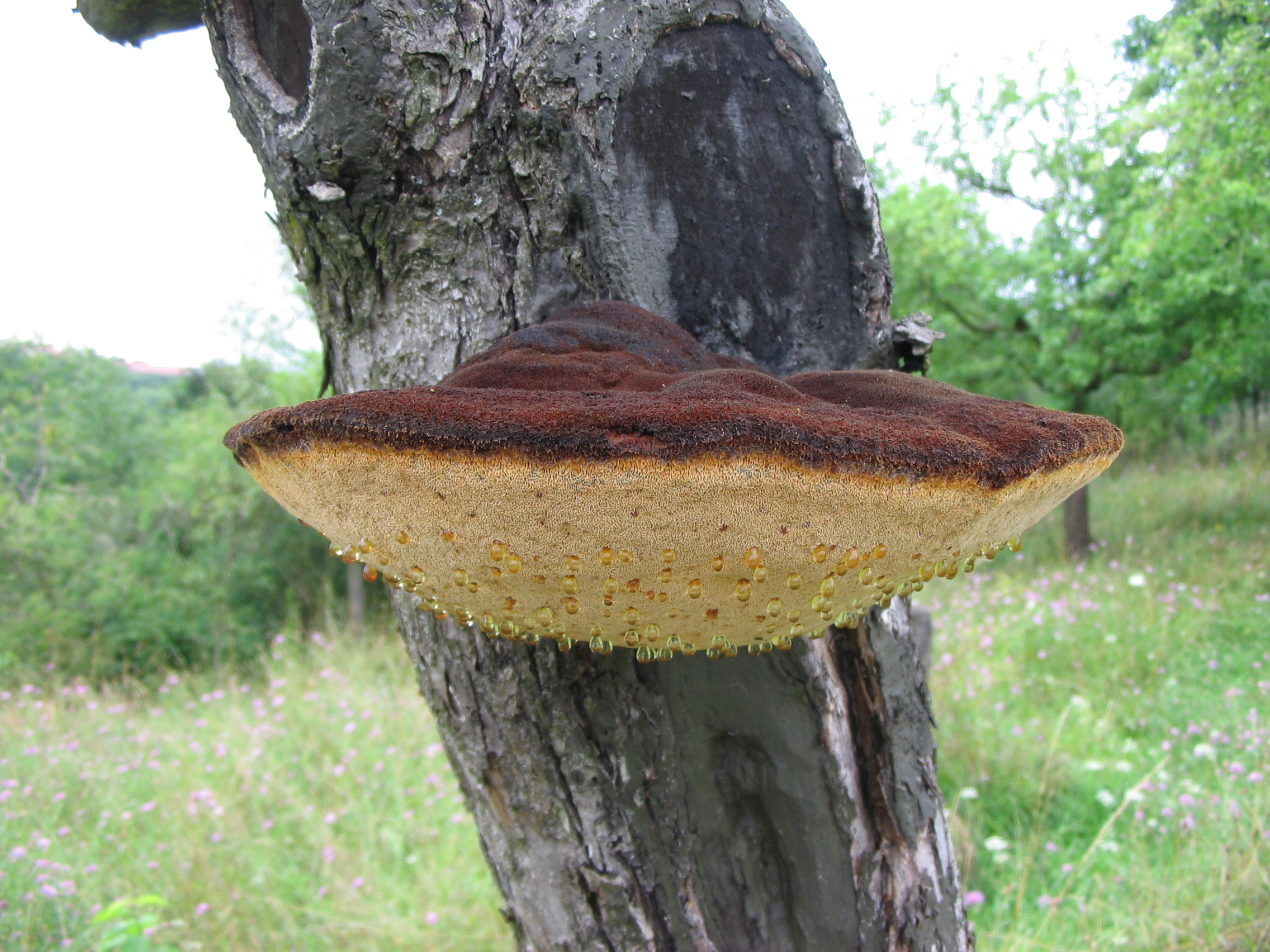
Inonotus hispidus
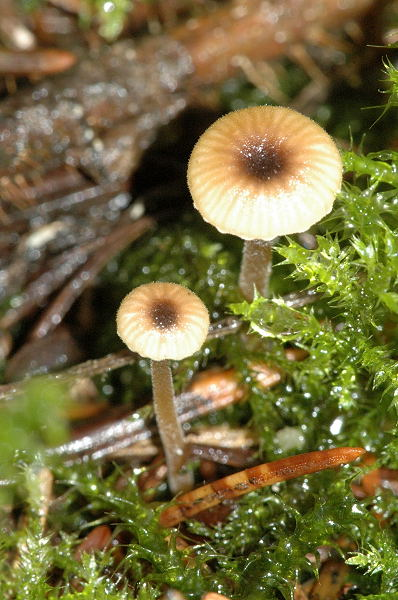
Rickenella swartzii
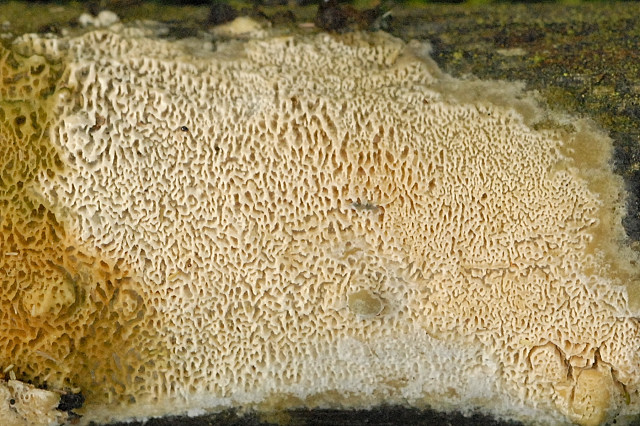
Schizopora paradoxa
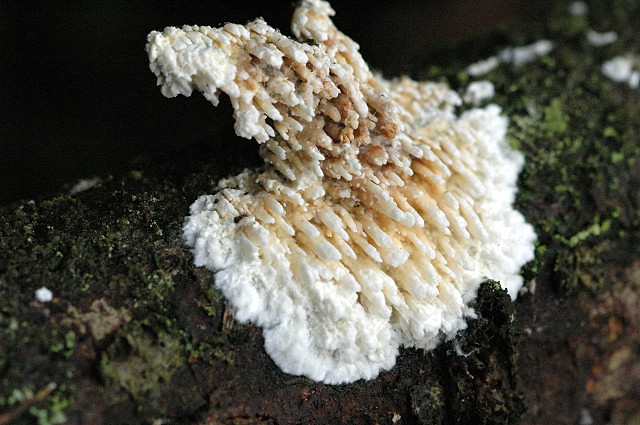
Hyphodontia arguta
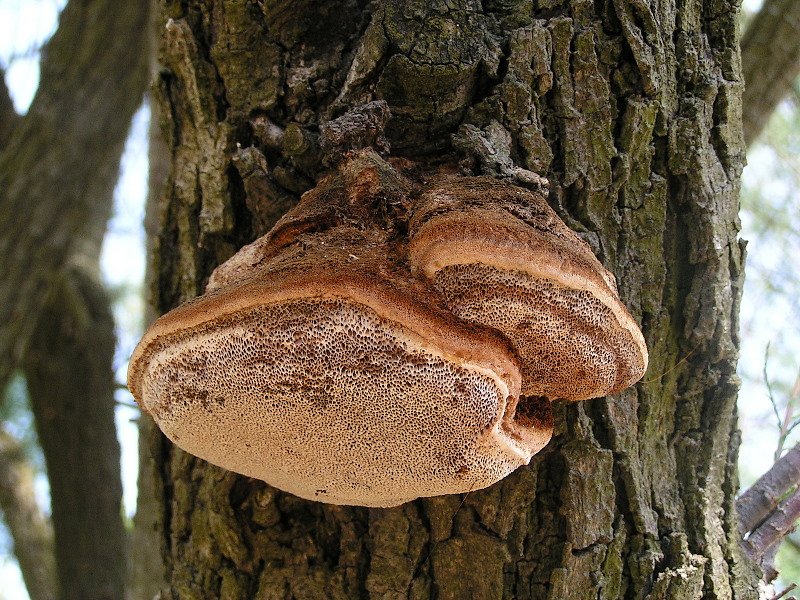
Inonotus tamaricis